# شهرستان مارکام
شهرستان مارکام (به لاتین: Markam County) یک منطقهٔ مسکونی در چین است که در چامدو واقع شده‌است.